# Davis Grubb
Pour les articles homonymes, voir Grubb.
Œuvres principales
- La Nuit du chasseur (1953)

Davis Grubb, né le 23 juillet 1919 à Moundsville en Virginie-Occidentale et décédé le 24 juillet 1980 à New York, est un écrivain américain, auteur de plusieurs romans populaires qui touchent aux genres du roman noir, du fantastique et de la science-fiction.

## Biographie
Né dans une famille installée depuis des générations sur les bords de l'Ohio, il se destine d'abord à la peinture, mais des problèmes de daltonisme lui font préférer l'écriture. 
Au début de la Seconde Guerre mondiale, il s'installe à New York et travaille pour le réseau NBC. Il amorce sa carrière littéraire avec la publication de nouvelles au climat angoissant dans des magazines prestigieux, notamment le Collier's Weekly. Plusieurs de ses romans et nouvelles se situent dans le milieu rural américain qu'il connaît bien pour ses superstitions et sa rigidité morale de façade. 
En 1953 paraît La Nuit du chasseur, son roman le plus célèbre, adapté au cinéma par Charles Laughton sous le même titre. Ses récits policiers relèvent du roman noir, mais il écrit aussi des textes fantastiques, dont deux ont été adaptés pour la série télévisée Suspicion (The Alfred Hitchcock Hour) dans les années 1960 et un autre pour la série Night Gallery en 1971.
Un roman posthume, Ancient Lights, paru en 1982, aborde la science-fiction.

## Œuvre

### Romans
- The Night of the Hunter (1953) Publié en français sous le titre La Nuit du chasseur, Paris, Albin Michel, 1955 ; réédition, Christian Bourgois, coll. « Série B », 1981 ; réédition, J'ai lu no 1431, 1983 ; réédition, Paris, Gallimard, coll. « Série noire » no 2467, 1997 ; réédition, Paris, Gallimard, coll. « Folio policier » no 354, 2004
- A Dream of Kings (1955)
- The Watchman (1961)
- The Voices of Glory (1962)
- A Tree Full of Stars (1965)
- Shadow of My Brother (1966)
- The Golden Sickle (1968)
- Fools' Parade (1969) Publié en français sous le titre La Parade des imbéciles, Paris, Éditions Sonatine, 2022
- The Barefoot Man (1971)
- Ancient Lights (1982), publication posthume

### Recueils de nouvelles
- One Foot in the Grave (ou Twelve Tales of Suspense and the Supernatural) (1964) Publié en français sous le titre Personne ne regarde, Paris, Payot & Rivages, coll. « Rivages/Noir » no 627, 2007
- The Siege of 318: Thirteen Mystical Stories (1978)
- You Never Believe Me and Other Stories (1989)

### Nouvelles
- Checker-Playing Fool (1945)
- Beauty Treatment (1945)
- The Horse Trunk ou The Secret Darkness (1946) Publié en français sous le titre Secrètes Ténèbres, Paris, Opta, Mystère Magazine no 128, septembre 1958 ; réédition dans l'anthologie Les Chefs-d'œuvre du crime, Paris, Planète, 1965
- The Cincinnati Gittar (1946)
- The Two Wheel Dream (1947)
- One Foot in the Grave (1948) Publié en français sous le titre Un pied dans la tombe, Paris, Encrage, Pulps no 4, 1987
- The Lodge Brother (1948)
- The Lollipop Tree (1949)
- The Rabbit Prince (1949)
- The Last Days of Poncho Pete (1949)
- Fifty of the Blue (1949)
- Count Heads in the Land (1950)
- Return of Verge Likens (1950)
- Buck Lindsay and the Woman Scorned (1950)
- Busby's Rat (1953)
- Wynken, Blynken and Nod (1954)
- Gone from Glory (1962)
- You Never Believe Me (1963), aussi paru sous le titre Where the Woodbine Twineth Publié en français sous le titre Vous ne me croyez jamais !, Paris, Opta, L'Anthologie du Mystère no 5, 1964 ; réédition dans l'anthologie Enfants rouges, Paris, Julliard, 1990
- Moonshine (1964)
- Nobody's Watching! (1964)
- The Man Who Stole the Moon (1964)
- A Tree Full of Stars (1965)
- The Stainless Steel Saviour (1975)
- The Siege of 318 (1976)
- Cry Havoc (1976)
- The Idiots (1976)
- Bull Pierson (1977)
- A Pair of Spectacles (1978)
- A Swipe of the Brush (1978)
- An Even Strange Fruit (1978)
- Bitter Almonds (1978)
- Every Road I Walked Along (1978)
- Germinal (1978)
- The Baby-Sitter (1978)
- The Burlap Bag (1978)
- The Idiot (1978)
- The Scar (1978)
- The Crest of Thirty-six (1980)
- The Brown Recluse (1980)
- Of Cabbages and Queens (1981), publication posthume
- Fragment from a Charred Diary (1982), publication posthume
- And Presently He Died (1989), publication posthume
- Green Thumb (1989), publication posthume
- Long Pants (1989), publication posthume
- Magenta Blue (1989), publication posthume
- Picayune Pete and the Ninety-Proof Cow (1989), publication posthume
- Tally Vengeance (1989), publication posthume
- The Last of the Chiefs (1989), publication posthume
- The Night Watchman's Daughter (1989), publication posthume

## Adaptations

### Au cinéma
- 1955 : La Nuit du chasseur (The Night of the Hunter), film américain réalisé par Charles Laughton, avec Robert Mitchum et Lillian Gish
- 1970 : The Cheyenne Social Club, film américain réalisé par Gene Kelly, avec James Stewart et Henry Fonda
- 1971 : Fools' Parade, film américain réalisé par Andrew V. McLaglen, adaptation du roman éponyme, avec James Stewart

### À la télévision
- 1957 : Secret Darkness, épisode 7, saison 4 de la série télévisée américaine Studio 57, réalisé par John Brahm, adaptation de la nouvelle éponyme, avec Marjorie Bennett
- 1964 : Return of Verge Likens, épisode 1, saison 3 de la série télévisée américaine Suspicion (The Alfred Hitchcock Hour), réalisé par Arnold Laven, adaptation de la nouvelle éponyme, avec Peter Fonda
- 1965 : Where the Woodbine Twineth, épisode 13, saison 3 de la série télévisée américaine Suspicion (The Alfred Hitchcock Hour), réalisé par Alf Kjellin, adaptation de la nouvelle éponyme, avec Margaret Leighton
- 1971 : They're Tearing Down Tim Riley's Bar/The Last Laurel, épisode 6, saison 1 de la série télévisée américaine Night Gallery, segment Last Laurel réalisé par Daryl Duke, adaptation de la nouvelle The Horsehair Trunk, avec Jack Cassidy
- 1981 : Siege of 31 August, épisode 6, saison 1 de la série télévisée américaine Darkroom (en), réalisé par Peter Crane, adaptation de la nouvelle The Siege of 318, avec James Coburn
- 1991 : The Night of the Hunter, téléfilm américain réalisé par David Greene, adaptation du roman éponyme, avec Richard Chamberlain

## Hommage
En 1983, Stephen King lui a dédié son livre : L'Année du loup-garou (Cycle of the Werewolf), avec les mots suivants : « À la mémoire de Davis Grubb et de tous les illuminés ».